# Pavel Šmidrkal
Pavel Šmidrkal (* 3. prosince 1953 Tábor) je český prozaik, kurátor a galerista.

## Život a studia
Do svých patnácti let žil v Bechyni, v letech 1969–1974 vystudoval Střední průmyslovou školu strojní v Sezimově Ústí, kde se v n. p. Kovosvit zároveň vyučil soustružníkem kovů.
Vojenskou základní službu absolvoval jako kreslič map na velitelství 1. armády v Příbrami (1974–1976). V té době přispíval články do Mladé fronty, Besedy, Jihočeské pravdy, povídky začal publikovat v měsíčníku Československý voják, později v Květech, Dikobrazu.
V letech 1980–1982 prošel dvouletým nástavbovým studiem v Praze: kulturně výchovná činnost a dějiny umění. Následně pracoval v armádních institucích (1977–2009) na různých pozicích v oblasti kultury. Pořádal stálé i putovní výstavy obrazů mj. realizoval výstavu obrazů Česká krajina u příležitosti přijetí Armády ČR do struktur NATO v belgickém Monsu, vedl autorský kolektiv tvůrců publikace Okamžiky pro potlesk – půl století kultury v armádě, psal scénáře ke krátkým filmům ze života armády, které i režíroval.
Připravil výstavy v Topičově salonu v Praze (K. Molnár, V. Mičko, A. Bělocvětov) a několik jednodenních výstav v pražském Rudolfinu u příležitosti slavnostních koncertů k založení Československého státu.
V letech 2012 až 2024 působil jako kurátor soukromé Obrazárny Špejchar Želeč. Nadále pořádá výstavy v Galerii Záliv Lázně Bechyně (od roku  2017) a v Malé galerii Tudy k badatelně Vojenského ústředního archivu (od roku 2018). Za třicet let uskutečnil stovky výstav a vydal desítky katalogů k výstavám a řadu publikací o výtvarných umělcích v jím založené Pelhřimovské edici Probuzené palety.

## Ocenění
Za práci s válečnými veterány byl oceněn předsedou vlády České republiky Jiřím Rusnokem medailí Karla Kramáře. Za kurátorskou činnost odměněn předsedou Senátu PČR, za práci v kultuře vyznamenán Záslužným křížem Ministra obrany. V roce 2012 byl oceněn medailí Československé obce legionářské.

## Dílo

### Beletrie
- Babráci (povídky)
- Je to fuč (příběhy)
- Co šustí v listí (pohádky)
- Z louže pod okap (humoresky)

### Edice Probuzené palety
- Josef Multrus: Hořké tóny
- Ferdinand Kotvald: Na kluzišti barev
- Gustav Macoun, Balada o soumraku
- František Líbal: Oblaka něžného hněvu
- Tavík František Šimon: Zblízka
- Jiří Trnko, mám tě rád
- Denní dění – žánrová malba
- Linie touhy – akt ve výtvarném umění a fotografii
- Karol Molnár: Malíř tří zemí[5]

### Malá edice Krášlení
- Zálepky, pečetky, jiné známky
- Krásná přání k nesehnání
- Pohádky s reklamou

### Mimo edice
- Svědectví pohlednic (ed.)
- Prst na spoušti (ed.)
- Kalousovi zpod Řípu
- Kolovrz, starý reklamní plakát
- Jiří Šlitr: Moment, ostřím tužku
- Alois Moravec: Z Chýšky na Národní třídu
- Jana Míčková: Jižní cíp
- Jan Rýs: Skrytý pohon
- Miloš Kurovský: Okno z Nového světa
- Pastviny Petra Poše
- Byl jsem velitelem Hradní stráže / Jaroslav Pekař
- Přísloví v obrázcích V. Hehla

### Katalogy výstav (výběr)
- Vespolek-šestka z jihu
- Pamlsky firmy Neprakta
- Sto krásných a víc
- Písně v obleku
- Česká chlouba a jiné grafiky J. Slívy
- Něžné trojspřeží – Kurovská
- Skluzáčková, Ekrtová
- P. Skluzáčková: Hladiny a V zahradě
- Brázdou filmu Přednosta stanice
- Zatracovaná i velebená A. Čermáková
- Venku jásot – za zdí krev
- V. Mezera: Dirigent kresby
- V. Boháč: Nepřiznané obrazy
- V. Míčko: Krajina na křídlech
- G. Porš: Krajina prezidentů
- Starý filmový plakát
- O. Bubeníček: Kresby krajiny
- E. Frinta: Mistr erotické linky
- S. Odvárko: Šedesátá léta
- J. Schejbal: Čas návratu
- Cirkusy světa – plakáty
- J. Záruba: Nepřitakávám
- Třikrát Jan Samec
- Podobizna – předsíň duše

## Galerie

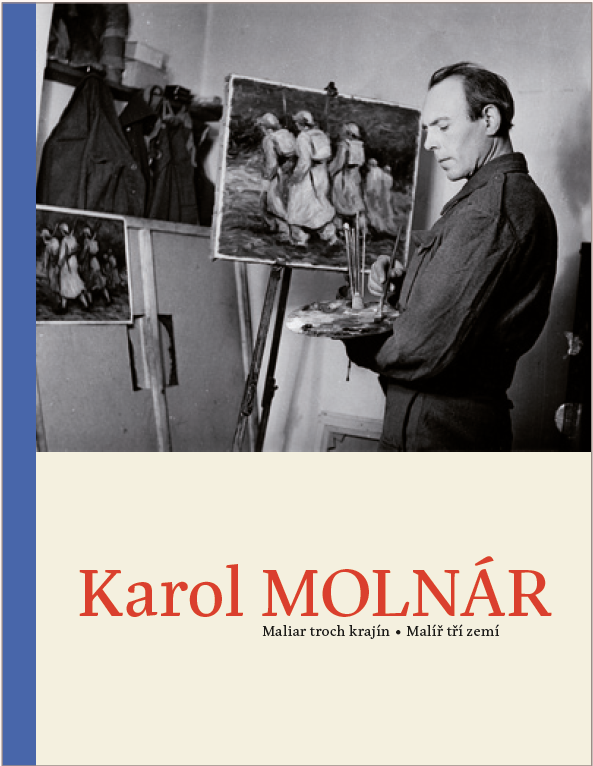
Pavel Šmidrkal, Malíř tří zemí